# Piattaforma di ghiaccio Nansen
La piattaforma di ghiaccio Nansen (74°53′S 163°10′E) è una piattaforma glaciale lunga circa 50 km e larga 18 che si estende a ridosso della parte nord della lingua glaciale Drygalski, lungo la costa di Scott, nella Terra Vittoria, in Antartide. La piattaforma è alimentata dal ghiacciaio Priestley e dal ghiacciaio Reeves.

## Storia
La piattaforma fu esplorata la prima volta dalla squadra South Magnetic Pole Party (in italiano gruppo del Polo Sud magnetico) della Spedizione Nimrod (in inglese Nimrod Expedition), conosciuta anche come spedizione antartica britannica 1907-09 ed in seguito dalla squadra Northern Party (in italiano gruppo settentrionale) della Spedizione Terra Nova (in inglese Terra Nova Expedition), conosciuta anche come spedizione antartica britannica 1910. Frank Debenham, un geologo facente parte della seconda squadra, le diede il nome di "piattaforma Nanses" poiché adiacente al monte Nansen, la vetta che domina quell'area.